# 圣卢奥尔
圣卢奥尔（法語：Saint-Loup-Hors，法語發音：[sɛ̃ lu ɔʁ] ⓘ）是法国卡尔瓦多斯省的一个市镇，属于巴约区。

## 地理
圣卢奥尔（49°15'30"N, 0°43'14"W）面积5.29 平方千米，位于法国诺曼底大区卡爾瓦多斯省，该省份为法国西北部沿海省份，北濒大西洋英吉利海峡，东北与滨海塞纳省以海上边界相接，东临厄尔省，南至奧恩省，西与芒什省接壤。
与圣卢奥尔接壤的市镇（或旧市镇、城区）包括：巴尔伯维尔、巴约、盖龙、朗希、叙布勒、沃塞勒。

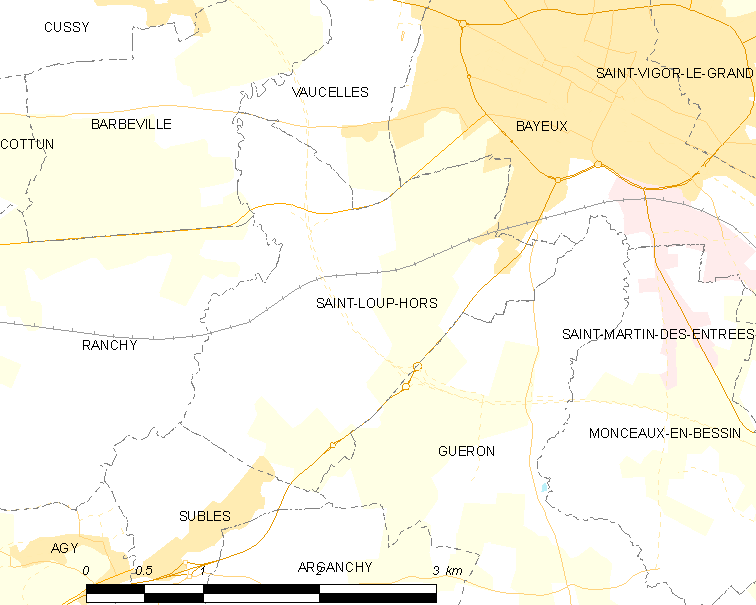
圣卢奥尔的OSM定位图

圣卢奥尔的时区为UTC+01:00、UTC+02:00（夏令时）。

## 行政
圣卢奥尔的邮政编码为14400，INSEE市镇编码为14609。

## 政治
圣卢奥尔所属的省级选区为巴约县。

## 人口

1962-2008年间圣卢奥尔人口变化图示

圣卢奥尔于2022年1月1日时的人口数量为521人。